# THE9
THE9, también conocido como THE NINE, fue un grupo de chicas chino formado en el programa de supervivencia chino Youth With You 2, producido por iQiyi en 2020. El grupo consistía de nueve miembros: Liu Yuxin, Yu Shuxin, Xu Jiaqi, Yu Yan, Xie Keyin, An Qi, Zhao Xiaotang, Kong Xue'er y Lu Keran.
El grupo fue formado el 30 de mayo de 2020 y debutó oficialmente el 10 de agosto de 2020, Disuelto un 5 de diciembre de 2021, fue administrado por Idol Youth Entertainment de iQiyi.

## Historia

### Predebut: Youth With You temporada 2
THE9 fue formado a través del reality show Youth with You 2, emitido desde el 12 de marzo al 30 de mayo, en 2020. Fue la tercera temporada de la franquicia Idol Producer. De 109 aprendices de distintas compañías, solo el Top 9 más votado durante el episodio final pudo debutar en el grupo final.
El 30 de mayo de 2020, la alineación final fue anunciada. Xin Liu (Yuxin Liu) terminó en primer puesto y Esther Yu en segundo puesto, seguidas por Kiki Xu Jiaqi, Yu Yan, Shaking Chloe Xie Keyin, Babymonster An Qi, Zhao Xiaotang, Snow Kong Xue'er y K Lu Keran en noveno puesto respectivamente. Debido a haber ganado el primer puesto, Yuxin Liu fue elegida como la "centro" del grupo.
Durante Youth With You 2, todas las miembros lanzaron canciones con sus compañeras durante la tercera ronda. Yu Shuxin, Kong Xue'er, Xie Keyin y Zhao Xiaotang lanzaron "Non-Daily Revelry"; Yuxin Liu, An Qi y Yu Yan lanzaron "Lion" y Lu Keran lanzó "No Company".

### 2020: Comienzo de las promociones y debut conSphinx X MysteryyMatriX
El 31 de mayo de 2020, el grupo empezó a entrenar en conjunto y filmaron varios programas de variedades, incluyendo "My Little Forest".
El 10 de julio de 2020, el grupo asistió a la "Current Business Conference" y anunciaron sus puestos como "Advance Officer for Edge Art".
El 17 de junio de 2020, participaron en 618 Super Night de Hunan Television, donde presentaron "Yes! OK!" y "Hunt". Esto significó la primera interpretación pública del grupo desde su formación.
El 4 de julio de 2020, la cuenta oficial de Weibo del grupo lanzó un video en el cual las miembros seleccionaron a su líder, Babymonster An, el nombre de su club de aficionados, los colores del club de aficionados y sus signos manuales.
El grupo hizo varios comerciales, así como también ediciones para revistas y casas de moda de lujo. Xu Jiaqi se presentó en el 7th Request Time Senbatsu General Elections de SNH48 como invitada, en donde varias concursantes de Youth With You 2 también participaron.
El grupo lanzó su primer EP Sphinx X Mystery (斯芬克斯X谜) junto con su sencillo principal "SphinX" (斯芬克斯), además de "Not Me" el 10 de agosto de 2020. El EP vendió más de 150.000 unidades en menos de 45 minutos. Consiguió la calificación "Double Platinum". El video musical de SphinX fue lanzado el 15 de agosto vía Weibo y YouTube. Promocionaron su EP a través de presentaciones y programas de variedades, así como también en programas musicales como 818 Super Night en el cual ya se habían presentado antes. El grupo anunció su primer programa de variedades llamado "Let's Party 2020", el cual fue emitido en iQiyi.
El grupo lanzó su primer álbum MatriX (虚实X境) el 25 de diciembre de 2020, junto con el sencillo principal "Dumb Dumb Bomb" y nueve pistas solistas.
El 31 de diciembre, participaron en el concierto de 2021 Jiangsu Satellite TV New Year's  Eve.

### 2021: Concierto en línea yRefleXtion
El 26 y 27 de marzo de 2021, el grupo realizó su primer concierto en línea, titulado "X-CITY". El concierto, el cual juntó decenas de miles de espectadores, utilizó tecnología XR para crear fondos de escenarios realistas.
El 22 de mayo de 2021, lanzaron su segundo extended play, titulado RefleXtion, con motivo del primer aniversario del grupo.

## Miembros
• Antes de THE9, Yuxin Liu trabajó en AMG Entertainment como cantante solista. Lanzó su álbum solista XIN en 2018. Es una antigua miembro del grupo de chicas disuelto Ladybees.
• Yu Shuxin es una actriz más conocida por su rol como Cai Minmin en el drama Find Yourself.
• Xu Jiaqi es una miembro honoraria graduada del Team SII de SNH48 y una miembro de la subunidad de SNH48 7SENSES.
• Yu Yan estuvo previamente en el programa Girls, Fighting y debutó como solista y escritora de canciones. 
• Xie Keyin también estuvo previamente en el programa Girls, Fighting y The Next Top Bang. Es una antigua miembro del grupo de chicas disuelto Legal High, y también debutó como solista y escritora de canciones.
• An Qi es una miembro del grupo de chicas chino Hickey.
• Kong Xue'er es una antigua miembro del disuelto grupo de chicas Ladybees.
• Zhao Xiaotang estuvo previamente en el programa The Best of Us.
• Lu Keran es una miembro del grupo de chicas sino-coreano Fanxy Red. 
| Nombre                       | Nombre artístico | Posición                                                             | Compañía                        |
| ---------------------------- | ---------------- | -------------------------------------------------------------------- | ------------------------------- |
| Liu Yuxin (刘雨昕)           | XIN Liu          | Centro, bailarina principal, vocalista secundaria, rapera secundaria | Asian Music Group Entertainment |
| Yu Shuxin (虞书欣)           | Esther Yu        | Vocalista secundaria, bailarina                                      | Huace Television and Movie      |
| Xu Jiaqi (许佳琪)            | Kiki Xu          | Visual, bailarina secundaria, vocalista, sub-rapera                  | Siba Cultural Media             |
| Yu Yan (喻言)                | Yu Yan           | Maknae, vocalista principal, bailarina                               | Joinhall Media                  |
| Xie Keyin (谢可寅) - Xie Xue | Shaking          | Rapera principal, vocalista secundaria, bailarina                    | JNERA Cultural Media            |
| An Qi (安崎) - Chen Yaxin    | Babymonster An   | Líder, bailarina principal, vocalista secundaria                     | Star Master                     |
| Zhao Xiaotang (赵小棠)       | Zhao Xiaotang    | Rapera secundaria, sub-vocalista, bailarina                          | Mountaintop                     |
| Kong Xue'er (孔雪儿)         | Snow Kong        | Bailarina secundaria, sub-vocalista, sub-rapera                      | Mountaintop                     |
| Lu Keran (陆柯燃) - Lu Jie   | K Lu             | Rapera secundaria, sub-vocalista, bailarina                          | TOV Entertainment               |

## Discografía

### Álbumes de estudio
| Título           | Detalles del álbum | Ventas        |
| ---------------- | --- | ------------- |
| MatriX (虚实X境) | - Lanzado: 25 de diciembre de 2020 - Discografía: ADQC, iQiyi - Formatos: descarga digital, streaming Ver listaTrack listing # Dumb Dumb Bomb 1. BiuBiu 2. Gwalla 3. SKIN 4. 薔薇之巔 5. Comet 6. Yea 7. T.A.N.G 8. Call Me By My Name 9. K' | CHN: 323,854+ |

### Extended plays
| Título                         | Detalles del álbum | Ventas          |
| ------------------------------ | --- | --------------- |
| Sphinx X Mystery (斯芬克斯X谜) | - Lanzado: 10 de agosto de 2020 - Discográfica: ADQC, iQiyi - Formatos: descarga digital, streaming Ver listaTrack listing # 斯芬克斯 (SphinX) 1. Not Me | CHN: 1,080,217+ |
| RefleXtion                     | - Lanzado: 22 de mayo de 2021 - Discográfica: ADQC, iQiyi - Formatos: descarga digital, streaming Ver listaTrack listing # Hello 1. 异兽 (Exotic Beast)  | CHN: 134,157+   |

### Sencillos promocionales
| Título               | Fecha de lanzamiento | Notas                                                                   |
| -------------------- | -------------------- | ----------------------------------------------------------------------- |
| "Yes OK!"            | 12 de marzo de 2020  | Youth With You 2: Tema del programa con todas las concursantes del show |
| "Super Shiny Summer" | 30 de julio de 2020  | OPPO Reno 4: Xin Liu, Esther Yu y Zhao Xiaotang                         |

### Videos musicales
| Título   | Año  | Ref.                                        |
| -------- | ---- | ------------------------------------------- |
| "SphinX" | 2020 | Lanzado en Weibo y Youtube (mediante iQiyi) |

## Filmografía

### Programas de variedades
| Año  | Título                                                      | Red                     | Notas |
| ---- | ----------------------------------------------------------- | ----------------------- | --- |
| 2020 | Youth With You 2                                            | iQiyi                   | Concursantes |
| 2020 | Hunan TV 618 Super Pin Night + Hunan TV 818 Super Pin Night | Hunan Television        | Presentadoras ("Hunt", "Yes OK!", "SphinX")                                                                                      |
| 2020 | Go Fighting!                                                | Dragon Television       | Invitadas finales |
| 2020 | Summer Surf Shop                                            | iQiyi                   | An Qi y Zhao Xiaotang |
| 2020 | Little Forest                                               | Mango TV                | Xu Jiaqi y Xie Keyin |
| 2020 | Let's Party! 2020                                           | iQiyi                   | Programa de variedades del grupo                                                                                                 |
| 2020 | Amazing Dinner                                              | iQiyi                   | Xie Keyin y Zhao Xiaotang |
| 2020 | Little Giants Games                                         | Mango TV                | Xu Jiaqi (elenco fijo), Kong Xue'er (invitada), Yu Yan (no emitido)                                                              |
| 2020 | Fourtry Season 2                                            | iQiyi                   | Liu Yuxin (elenco fijo), Zhao Xiaotang & Kong Xue'er (invitadas)                                                                 |
| 2020 | Dimension Nova                                              | iQiyi                   | Yu Shuxin |
| 2020 | Glory is Back!                                              | iQiyi                   | Xie Keyin (elenco fijo), Lu Keran (invitada)                                                                                     |
| 2020 | Ladies' Talk                                                | iQiyi                   | Zhao Xiaotang |
| 2020 | Field of Hope                                               | Mango TV                | An Qi (elenco fijo), Zhao Xiaotang (invitada)                                                                                    |
| 2020 | I Am the Actor Season 3                                     | Zhejiang TV             | Xie Keyin (concursante) |
| 2020 | Send 100 Girls Home                                         | Sohu                    | Yu Shuxin (invitada) |
| 2020 | HAHAHAHAHA                                                  | iQiyi and Tencent Video | Yu Shuxin (invitada), Kong Xueer (invitada)                                                                                      |
| 2020 | Treasured Village                                           | Zhejiang TV             | Kong Xueer (elenco fijo) |
| 2020 | Happy Camp (2020)                                           | Hunan Television        | THE9 (artista invitado); Liu Yuxin, Yu Shuxin, Zhao Xiaotang (participantes en las actividades de invitados con los MC del show) |
| 2021 | Youth With You 3 (2021)                                     | iQiyi                   | Yu Shuxin (Youth Tutor); THE9 (invitadas-ep8); Yu Yan, An Qi, Lu Keran (presentación en colaboración con un Senior Mentor)       |

## Conciertos
| Año  | Nombre | Fecha                    | Plataforma/Recinto  |
| ---- | ------ | ------------------------ | ------------------- |
| 2021 | X-City | 26 & 27 de marzo de 2021 | iQiyi (En Internet) |

## Premios
| Año  | Premio                            | Categoría                               | Resultado |
| ---- | --------------------------------- | --------------------------------------- | --------- |
| 2020 | Cosmo Glam Night 2020             | Artist of The Year                      | Ganadoras |
| 2020 | Madame Figaro Beauty Star         | Beauty Star                             | Ganadoras |
| 2020 | 2021 iQIYI Scream Night           | Popular Female Artist                   | Ganadoras |
| 2020 | 2020 Ifeng Fashion Choice         | Fashion Energy Group of The Year        | Ganadoras |
| 2020 | 2020 Sina Fashion Style Awards    | Idol Group of The Year                  | Ganadoras |
| 2020 | Rayli Fashion Gala                | Favourite Group of The Year             | Ganadoras |
| 2020 | Asian Pop Music Awards            | Popularity Award (Female Group)         | Ganadoras |
| 2020 | Sina Film and Television Festival | Musical Work of The Year (SphinX)       | Ganadoras |
| 2020 | Sina Film and Television Festival | Variety Show of The Year (Let’s Party)  | Ganadoras |
| 2021 | 2020 Baidu Entertainment Awards   | Best Group of The Year                  | Ganadoras |
| 2021 | 2020 Weibo Night                  | Weibo’s Hottest Group of The Year       | Ganadoras |
| 2021 | Weibo Starlight Awards 2020       | The Most Popular Artist Internationally | Ganadoras |

## Fandom
Nombre
- NINECHO

Colores
- Color principal:      Star Purple
- Color auxiliar 1:      Sky Blue
- Color auxiliar 2:      Dream Purple

Lightstick
- X-shaped fanlight